# Sabotage/Live
Sabotage/Live je první koncertní album velšského hudebníka a skladatele Johna Calea. Nahrávky pochází z newyorského klubu CBGB z června 1979. Závěrečné studiové práce proběhly ve studiu Big Apple Recording Studios v New Yorku a album vyšlo v prosinci 1979 u SPY Records, Caleova vlastního vydavatelství. V roce 1999 vyšlo album v reedici na CD u vydavatelství Diesel Motor Records doplněné o čtyři bonusové nahrávky. Jde o tři písně z EP Animal Justice z roku 1977 a skladbu „Rosegarden Funeral of Sores“, která vyšla jako B-strana singlu „Mercenaries“ v roce 1980.

## Pozadí
Od konce února do začátku června 1979 byl John Cale s kapelou na koncertním turné po USA a Kanadě, při němž hrál z velké části nové, nikdy nevydané písně, občas vzniklé z improvizací přímo na pódiu, často s politickými a válečnými texty, doplněné o několik starších. Zpočátku jej doprovázeli kytarista Marc Aaron, baskytarista Tony Shanahan, klávesista Joe Bidewell, bubeník Dougie Bowne a zpěvačky Deerfrance a Cindy Black. Cale sám zpíval a střídal hru na klávesy, doprovodnou kytaru a bezpražcovou baskytaru. Jako první kapelu opustila Cindy Black, v dubnu pak ze dne na den odešel Shanahan, načež byl z New Yorku jako náhradník povolán George Scott III, který se do dalšího dne podle nahrávek stihl naučit veškeré písně. Při dvou koncertech v Austinu s kapelou hostoval Sterling Morrison, Caleův bývalý spoluhráč, jinde zpívala Judy Nylon.
Ve dnech 13. až 16. června 1979 odehráli čtyři koncerty v newyorském klubu CBGB, které byly nahrány za účelem vydání na desce. Na tu byly zařazeny pouze dříve nevydané písně, žádná z těch, které dříve vyšly ve studiové verzi (při newyorských koncertech zazněla mj. píseň „Child's Christmas in Wales“ s hostující Nico; vyřazena byla i nikdy nevydaná píseň „Rape“). Poté proběhlo další několikaměsíční turné po Americe a album Sabotage/Live vyšlo v prosinci 1979. Počátkem následujícího roku v kapele s Calem zůstali jen Bidewell a Deerfrance, doplněni o nové hudebníky.

## Seznam skladeb
| Pořadí | Název                       | Autor        | Délka |
| ------ | --------------------------- | ------------ | ----- |
| 1.     | Mercenaries (Ready for War) | John Cale    | 7:54  |
| 2.     | Baby You Know               | Cale         | 4:01  |
| 3.     | Evidence                    | Cale         | 3:32  |
| 4.     | Dr. Mudd                    | Cale         | 3:54  |
| 5.     | Walkin' the Dog             | Rufus Thomas | 4:08  |
| 6.     | Captain Hook                | Cale         | 11:27 |
| 7.     | Only Time Will Tell         | Cale         | 2:26  |
| 8.     | Sabotage                    | Cale         | 4:25  |
| 9.     | Chorale                     | Cale         | 3:48  |

| Bonusy na reedici z roku 1999 | Bonusy na reedici z roku 1999 | Bonusy na reedici z roku 1999 | Bonusy na reedici z roku 1999 |
| Pořadí                        | Název                         | Autor                         | Délka                         |
| ----------------------------- | ----------------------------- | ----------------------------- | ----------------------------- |
| 10.                           | Chickenshit                   | Cale                          | 3:25                          |
| 11.                           | Memphis                       | Chuck Berry                   | 3:25                          |
| 12.                           | Hedda Gabler                  | Cale                          | 8:12                          |
| 13.                           | Rosegarden Funeral of Sores   | Cale                          | 5:43                          |

## Obsazení

### Hudebníci

#### Původní vydání
- John Cale – zpěv, klavír, kytara, bezpražcová baskytara, viola
- Marc Aaron – sólová kytara
- Joe Bidewell – klávesy, zpěv
- Dougie Bowne – bicí, zpěv
- Deerfrance – perkuse, zpěv („Only Time Will Tell“), doprovodné vokály
- George Scott – baskytara, zpěv

#### Reedice (1999)

##### Animal Justice
- John Cale – zpěv
- Ritchie Fliegler – kytara
- Jimmy Bain – baskytara
- Bruce Brody – syntezátor Moog
- Kevin Currie – bicí

##### Rosegarden Funeral of Sores
- John Cale – zpěv, baskytara, Wurlitzer piano
- Michael Mason – bicí automat

### Technická podpora
- John Cale – producent, mixing
- Jane Friedman – vedoucí producent
- Warren Frank – mixing
- Charlie Martin – zvukový inženýr
- Jim Jordan – zvukový inženýr při remixu
- Roddy Hui – zvukový inženýr při remixu
- Hugh Brown – fotografie na obalu